# On the Reef
On the Reef è un cortometraggio muto del 1910 diretto da David W. Griffith che ne firmò anche la sceneggiatura. Prodotto e distribuito dalla Biograph Company, il film uscì nelle sale il 17 gennaio 1910.

## Trama
Unica figlia di una vedova povera, Grace accetta di sposare al capezzale della madre morente Rupert Howland, un amico di famiglia ricco ma anziano, che ha sempre aiutato la sua famiglia, spesso di nascosto. La giovane sposa ammira e rispetta il marito, ma non riesce ad amarlo. L'unica felicità che quel matrimonio le procura è quella di aver provveduto a una dignitosa vecchiaia dei nonni, rimasti senza mezzi. Dal primo matrimonio di Rupert è nata la piccola Elsie, amatissima dal padre. Rupert, un giorno, presenta alla moglie Wilson, un suo giovane amico. Tra i due giovani scocca la scintilla ed è amore a prima vista. Dapprima Grace sembra voler accettare questo sentimento, ma poi l'onore e il dovere la riportano sulla retta via e la donna decide di troncare con Wilson, mandandogli un biglietto dove gli scrive che non lo vuole più vedere. La lettera cade tra le mani di Rupert che non sopporta il colpe e muore di creapacuore. Grace, rimasta sola, singhiozza sulla sua sorte quando la piccola Elsie entra nella stanza: Grace si rende conto che l'amore per la bambina è tutto quello che le è rimasto.

## Produzione
Il film fu prodotto dalla Biograph Company.

## Distribuzione
Distribuito dalla Biograph Company, il film - un cortometraggio in una bobina - uscì nelle sale cinematografiche statunitensi il 17 gennaio 1910.